# جمال‌الدین بخاری
جمال‌الدین محمد بن طاهر بن محمد زیدی بخاری ستاره‌شناس ایرانی سده ۷ قمری یا ۱۳ میلادی بود. و از اهالی بخارا بود. وی در دهه ۱۲۵۰ میلادی به خدمت قوبلای‌خان درآمد تا در پکن مرکز ستاره‌شناسی اسلامی برپا کند و همگام با ستاره شناسان چینی فعالیت نماید. قوبلای‌خان با احترام به منجمان مسمان اجازه داد تا مشاهدات و پیش بینی‌های ستاره‌شناسان چینی را تحت نظر قرار دهند.
در سال ۱۲۶۷ او با اهدای هفت وسیلهٔ ستاره‌شناسی از جمله یک اسطرلاب فارسی، یک حلقه‌دار و یک کره جغرافیایی به قوبلای‌خان به اعتبار خویش افزود. این نخستین حلقه‌دار و کره جغرافیایی در تاریخ ستاره‌شناسی چینی است.
وی همراه خود زیجی به زبان فارسی داشت که بعدها گم شد. آن زیچ در سال ۱۳۸۳ میلادی به چینی ترجمه شد. این زیج حاوی جداول بطلمیوسی با ارزش‌های جدید بود و در سال‌های اخیر در پکن بازسازی شده‌است.
اگر چه وی با خود اختریابی را به چین نبرد اما شیوهٔ ساخت آن را به آنان آموزش داد.